# Lydia Nsekera
Lydia Nsekera (ur. 20 kwietnia 1967) - prezes piłkarskiej federacji w Burundi, pierwsza kobieta zasiadająca w Komitecie Wykonawczym FIFA.

Lydia Nsekera od 2004 r. jest prezesem Federacji Związków Piłki Nożnej Burundi. W 2009 r. została członkiem Międzynarodowego Komitetu Olimpijskiego.
W 2012 r. Lydia Nsekera dołączyła do Komitetu Wykonawczego Międzynarodowej Federacji Piłkarskiej na roczny okres próbny. W 2013 r., podczas kongresu FIFA w Port Louis na Mauritiusie, gdzie po raz pierwszy w historii kobiety kandydowały do Komitetu Wykonawczego, została wybrana stałym jego członkiem. Wraz z Lydia Nsekera w Komitecie Wykonawczym pracować będą na okresie próbnym jej kontrkandydatki z wyborów - wiceprzewodnicząca Azjatyckiej Konfederacji Piłkarskiej Australijka Moya Dodd oraz Sonia Bien-Aime z Bahamów.